# القنب الهندي في تونغا
القنب الهندي في تونغا غير قانوني، لكنه يزرع بطريقة غير مشروعة. حسب تقرير صدرت في التسعينات من القرن الماضي إلى زيادة تعاطي القنب الهندي في تونغا للمسافرين الأجانب. والمهاجرين العائدون إلى تونجا.